# Tagbana
Ne doit pas être confondu avec Tagbana (langue).
 (novembre 2020).
Améliorez-le ou discutez des points à vérifier. 
Les Tagbanas, encore appelés Tagouanas, constituent un peuple de Côte d'Ivoire, du groupe Gour. Ils représentent environ 180 000 personnes établies au centre-nord du pays, essentiellement autour de la ville de Katiola. Le pays Tagbana occupe surtout la région du Hambol (essentiellement le nord de la vallée du Bandama) et quelques rares villages Tagbana vers Korhogo.
Leur langue est le tagbana (ou tagwana), une langue  dont le nombre de locuteurs était estimé à 138 000 en 1993. Cette langue est en voie de disparition car la plupart de la jeune génération Tagbana ne la parle plus et les personnes âgées qui maîtrisent cette langue sont de moins en moins nombreux au fur et à mesure des années.
La société Tagbana est composée de six (6) tribus dont chacune comporte six (6) clans, il s'agit des Katiolo de Katiola, les Fohobélé de Fronan, les Tchédanlan de Timbé, les Tapkinlin de Niakara, les Katchala de Koffisiokaha, et les Trafi de Trafiré.  

## Clans ou Sous -groupes
Les Tagbanas sont divisés en six clans : 
- Les Fohobélés ou Folo (région de Fronan)
- Les Katiolos (région de Katiola)
- Les Tchiclanas (région de Timbé)
- Les Katchalas (région de Koffissiokaha)
- Les Tagbinins (région de Niakara)
- Les Trafis (région de Tafiré)

Il existe 6 clans connus, mais en réalité il en existerait davantage, dix et même plus. Le peuple Tagbana reste encore mal connu à cause du manque de recherche linguistique, ethnologique et archéologique.

## Géographie
Le pays Tagbana se trouve entre le pays sénoufo au nord et le pays baoulé au sud.

## Gastronomie, plantation et cuisine
Le pays Tagbana est connu pour ses champs d'anacardiers. L'une des spécialités culinaires des Tagbanas est le kabato accompagné d'une sauce lômi, dah ou tchon.

## Histoire

### L'arrivée des Baoulés
Il y a très longtemps, les Tagbanas s'étaient installés dans les zones forestières correspondant au nord de l'actuel pays Baoulé. Vers le milieu du XVIIIe siècle, les Baoulés avec comme reine Abla Pokou, arrive du Ghana à cause des guerres de conflits dans l'empire Ashanti, traversent le fleuve Comoé et arrivent dans le sud du pays Tagbana (Actuel nord du pays Baoulé) où les Tagbanas sont repoussés jusqu'au nord de l'actuel vallée du Bandama.

### Époque samorienne, djihad et occupation par l'empire Wassoulou
Pendant la seconde moitié du XIXe siècle, le pays Tagbana a subi plusieurs djihads menés par Mory Touré et surtout par Samory Touré. Les Tagbanas étaient alors contraints de se convertir à l'islam ou se cacher. Les Tagbanas refusant de ce convertir à l'Islam sont tués ou vendu comme esclaves. Le pays Tagbana a été sous la domination de Samory Touré, chef de l'empire Wassoulou, pendant environ cinquante ans. À cette époque, de nombreux Tagbanas sont contraints de fuir et doivent s'exiler chez leurs voisins Baoulés qui, contrairement au pays Tagbana, n'étaient pas soumis à la domination de Samory Touré. En effet, l'empire de Samory entretenait des relations commerciales avec les Baoulés, connus pour leur richesse en or. Les Tagbanas ont également été réduits en esclavage pour être principalement vendus aux Akans. Le pays Baoulé était donc non seulement un lieu d'exil pour les Tagbanas, mais aussi une nation qui achetait des esclaves. Finalement, la domination de l'Empire Wassoulou ayant débuté en 1878, prend fin en 1898 avec la capture de Samory Touré par les forces coloniales françaises commandées par le capitaine Gouraud, le 29 septembre 1898. Il sera mis en prison au Gabon où il mourra en 1900. Cette fin marque la fin de l'empire Wassoulou et le début de la colonisation française du pays Tagbana.

## Faunes et flores
Il existe 3 types de végétation au pays Tagbana:
- À l'extrême sud, la végétation est essentiellement constituée par la Mosaïque de forêt-savane (Territoire Tagbana qui se trouve au sud de Katiola).
- Le centre est constitué principalement de la savane arborée.
- À l'extrême nord, la végétation est essentiellement constituée par la savane herbeuse.

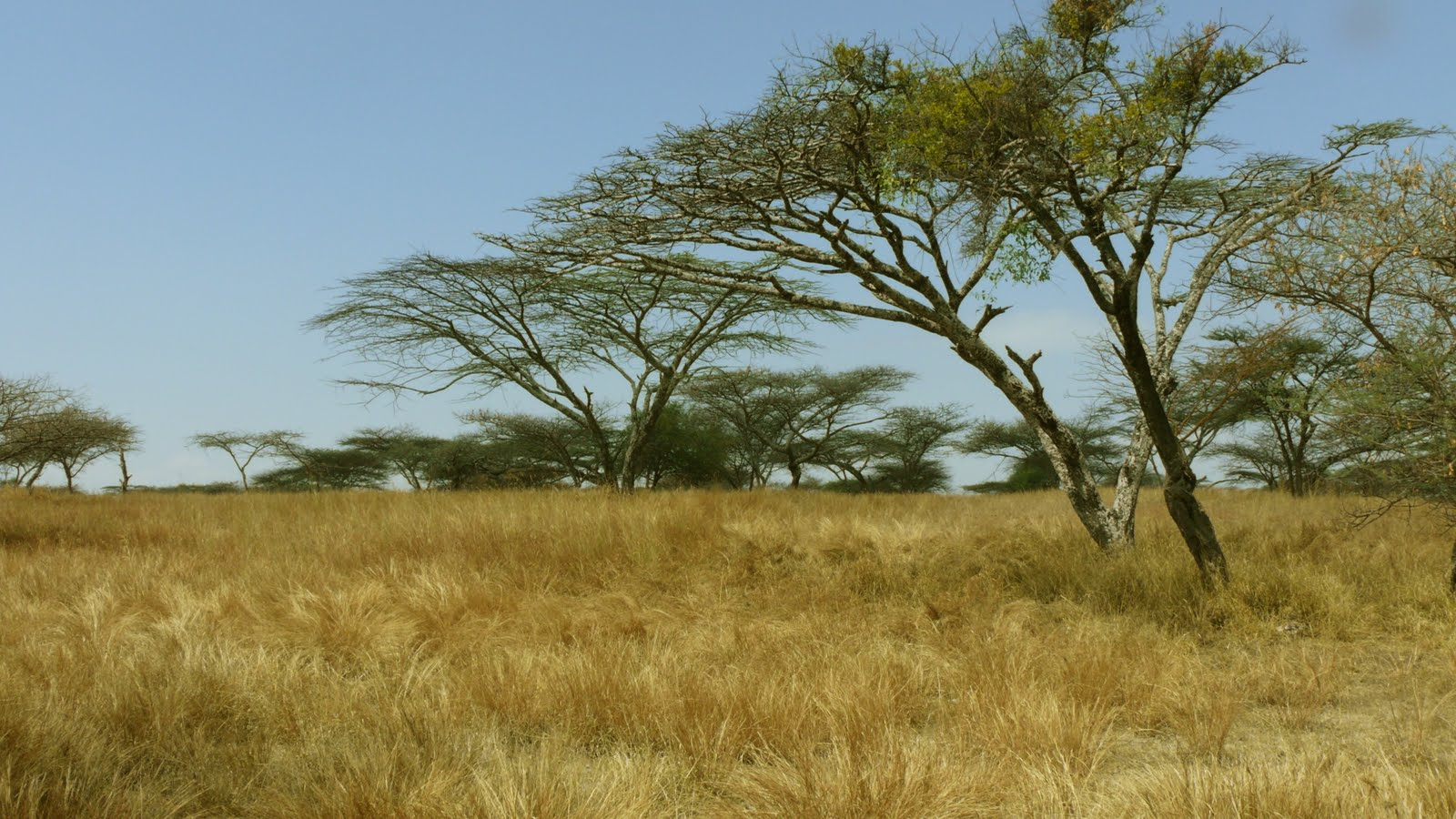
La Savane Arborée

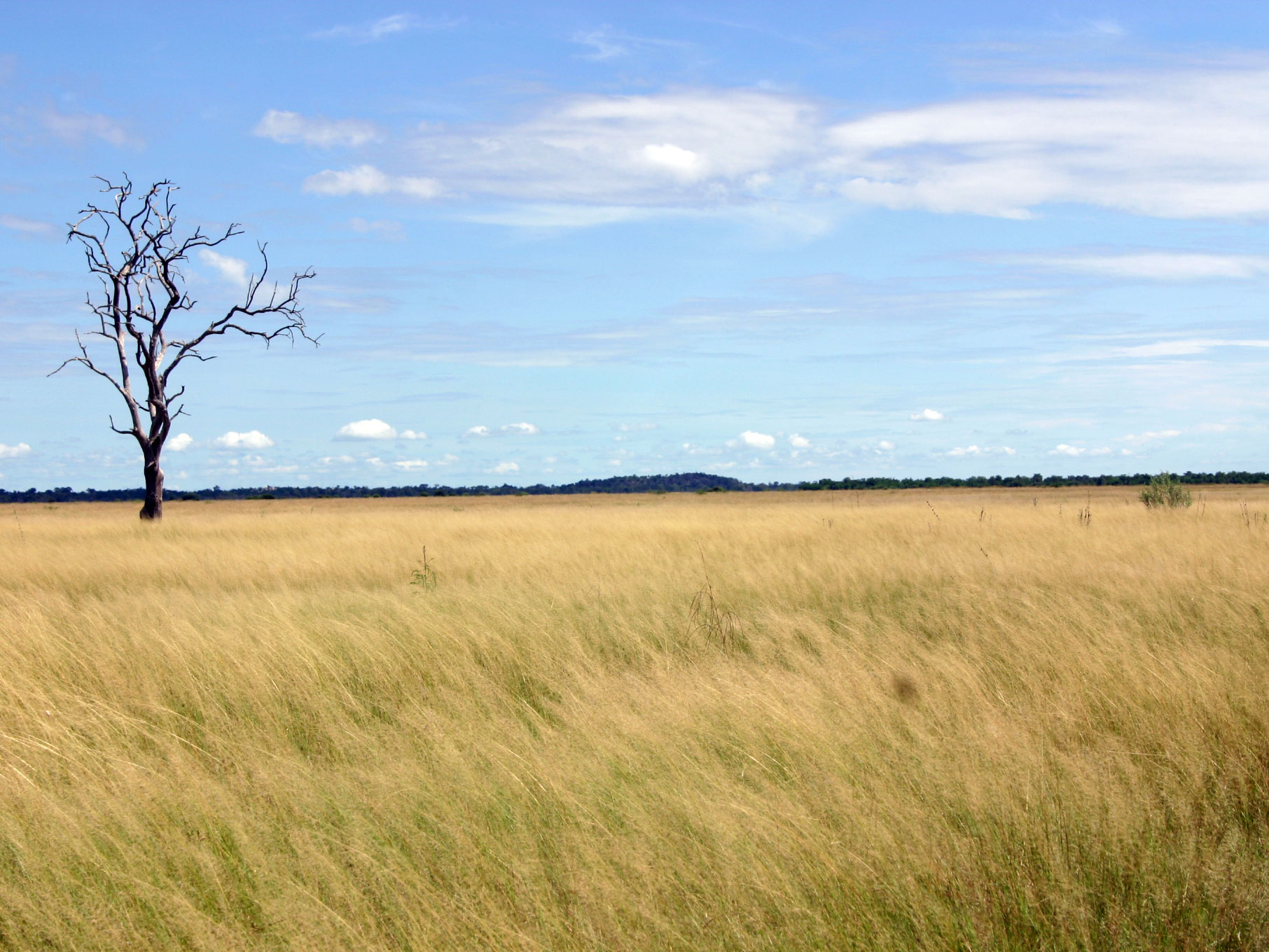
La Savane Herbeuse

## Personnalités Tagbana
- Thomas d'Aquin Ouattara
- Gaston Ouassénan Koné
- David Thio
- Fidèle Lagnon Koné (artiste/chanteuse)
- Achille KPATOUMA (Stratège en Leadership Constructif)
- Yaya Touré (Footballeur Ivoirien / Vainqueur de la CAN 2015 / Ex Capitaine des Éléphants de la Côte d'Ivoire)
- Kolo Touré (Footballeur Ivoirien / Vainqueur de la CAN 2015)